# Leśniczówka Żarówka
Leśniczówka Żarówka – zniesiona miejscowość rodzaju leśniczówka (osada leśna) w Polsce położona w województwie mazowieckim, w powiecie sierpeckim, w gminie Sierpc.
W latach 1975–1998 miejscowość należała administracyjnie do województwa płockiego.
Nazwę geograficzną zlikwidowano w 2010 r.